# Arrondissement Philippeville
Arrondissement Philippeville (francouzsky: Arrondissement de Philippeville; nizozemsky: Arrondissement Philippeville) je jeden ze tří arrondissementů (okresů) v provincii Namur v Belgii.
Obce politického okresu Philippeville patří k soudnímu okresu Dinant.

## Obyvatelstvo
Počet obyvatel k 1. lednu 2017 činil 66 409 obyvatel. Rozloha okresu činí 908,74 km².

## Obce
Okres Philippeville sestává z těchto obcí:
- Cerfontaine
- Couvin
- Doische
- Florennes
- Philippeville
- Viroinval
- Walcourt